# Seznam vrcholů na Šumavě podle prominence

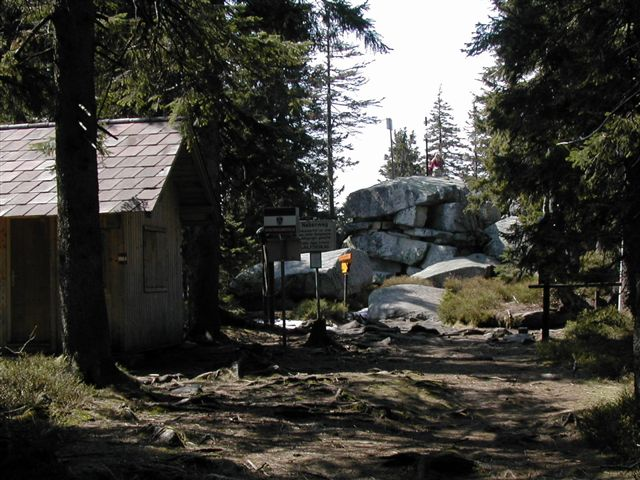
Plechý

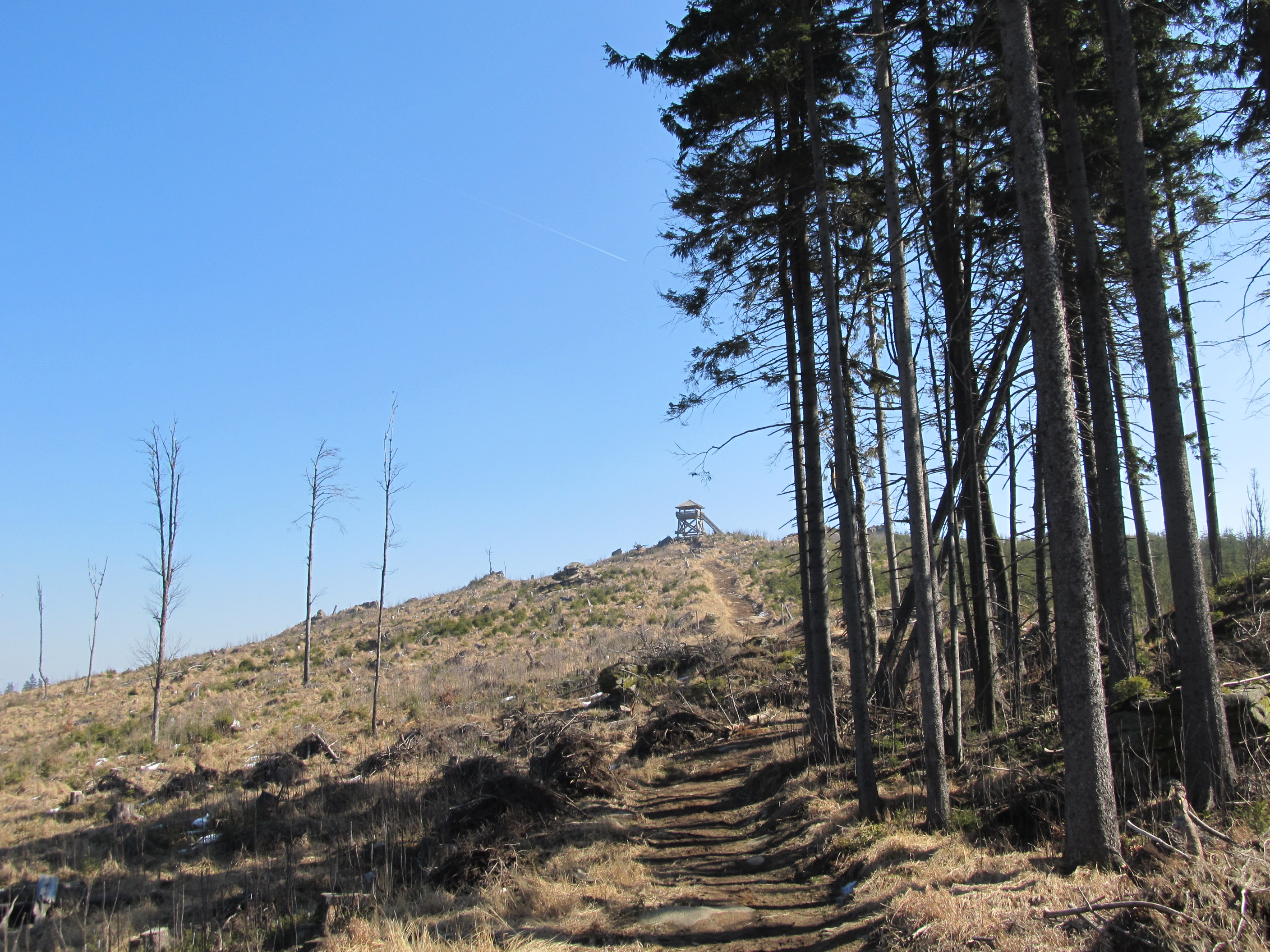
Knížecí stolec

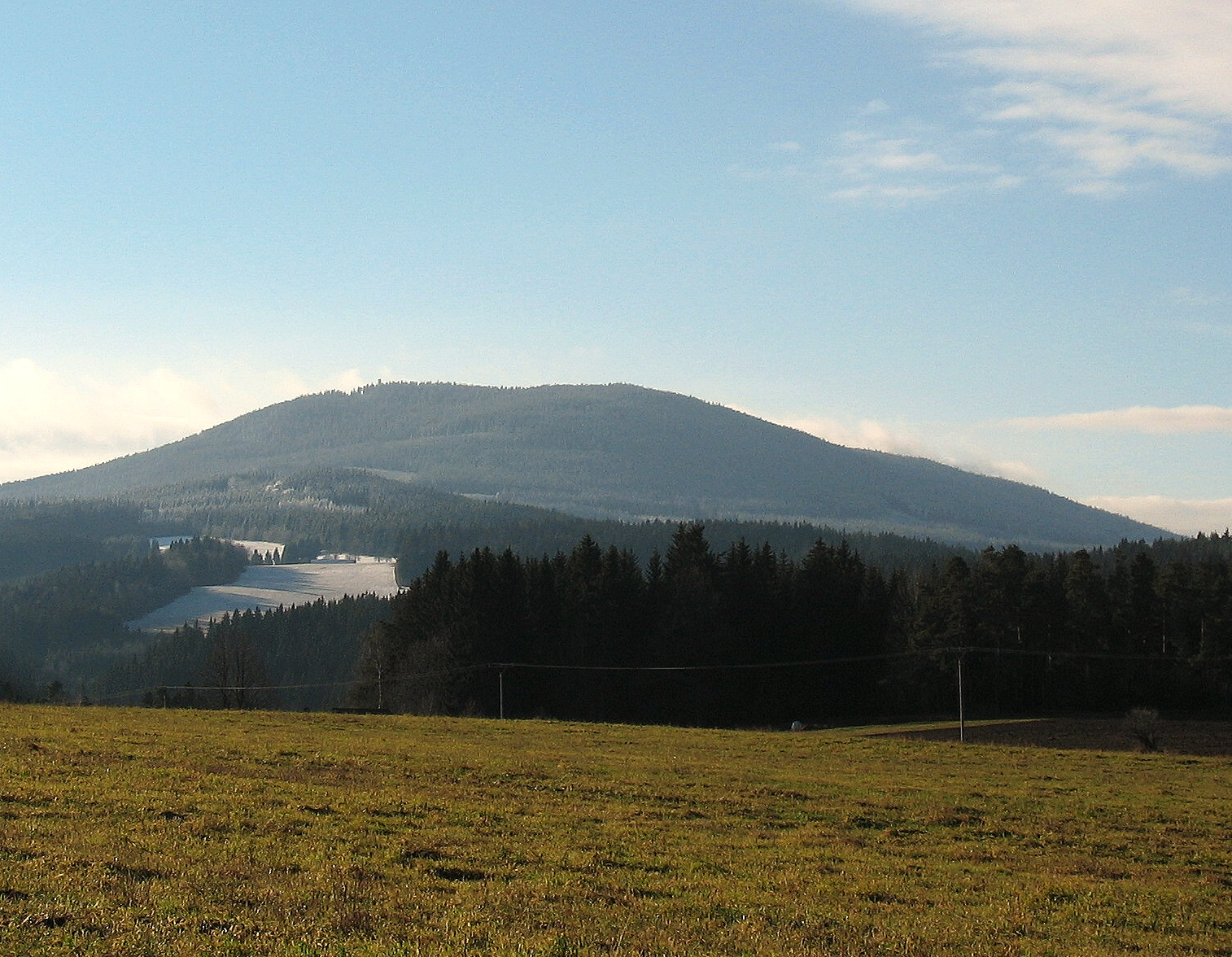
Boubín

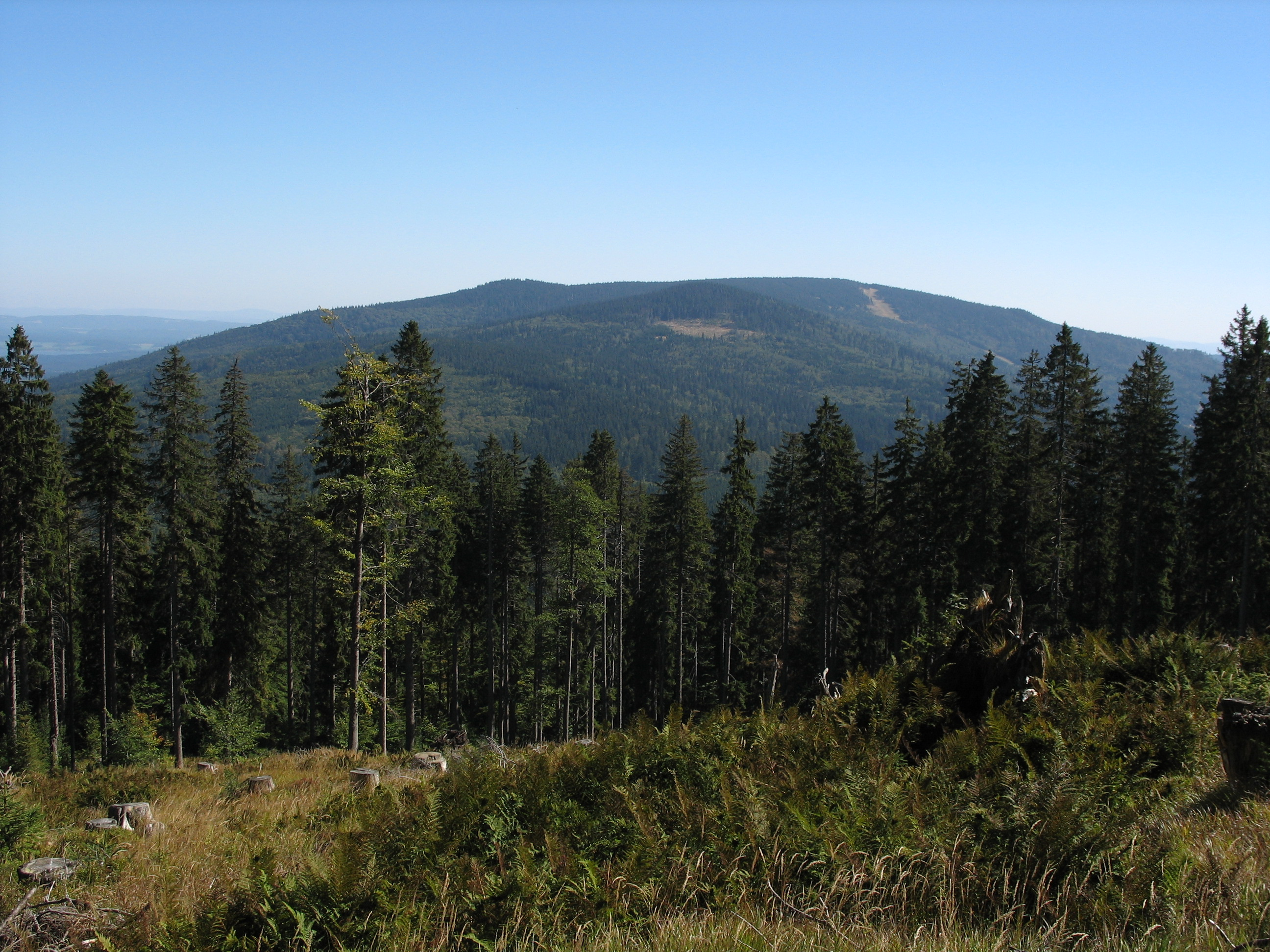
Smrčina

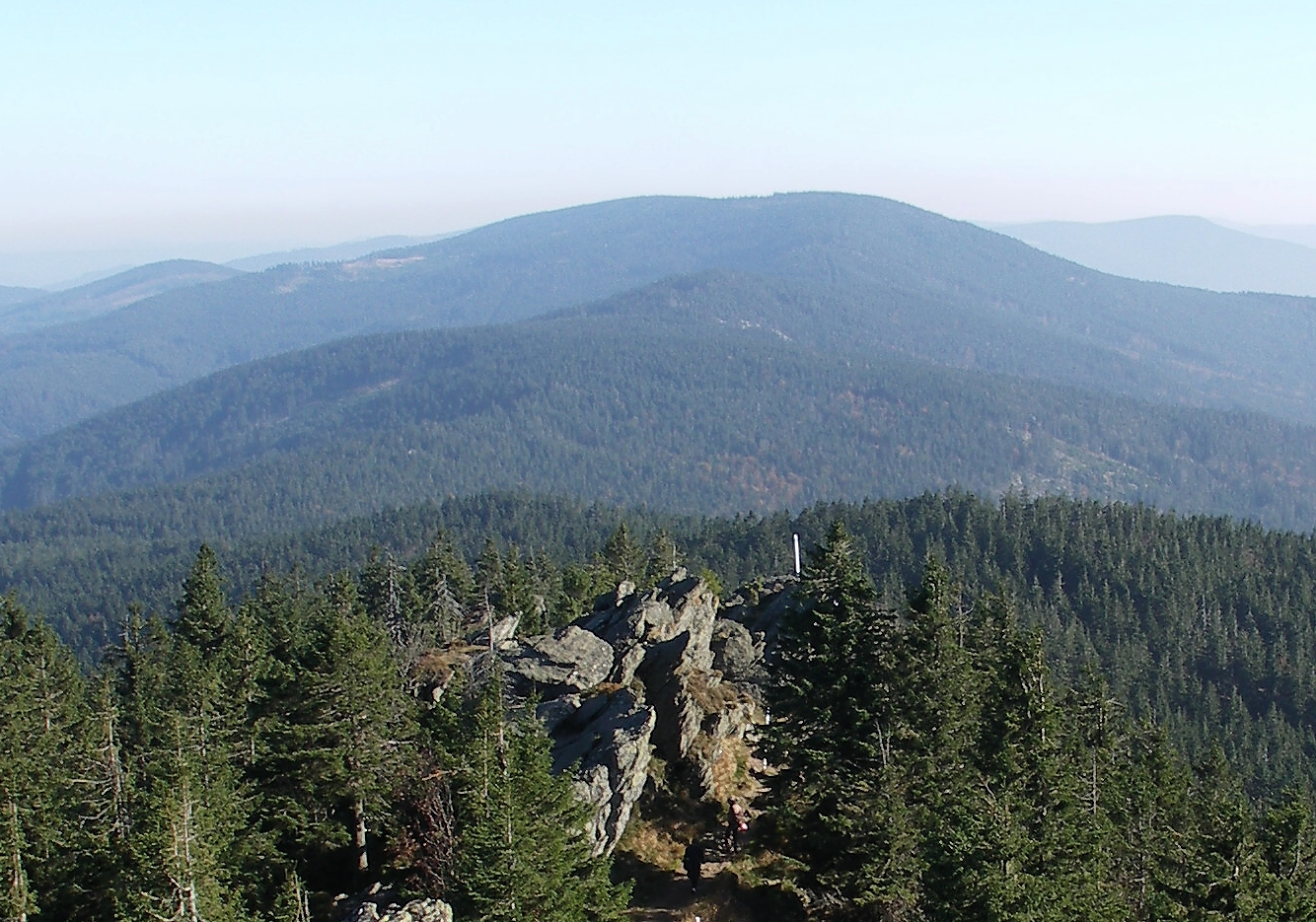
Jezerní hora

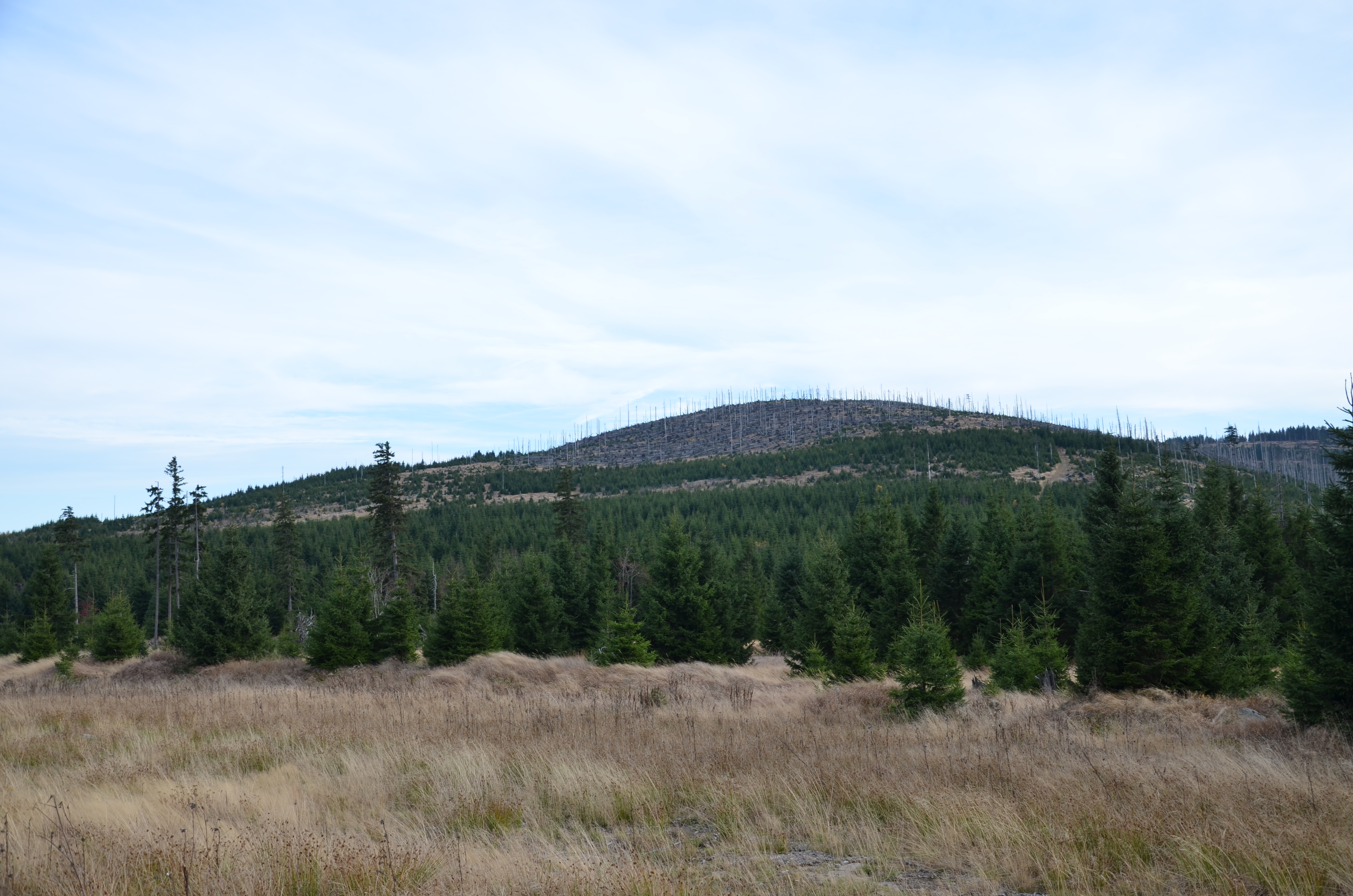
Plesná

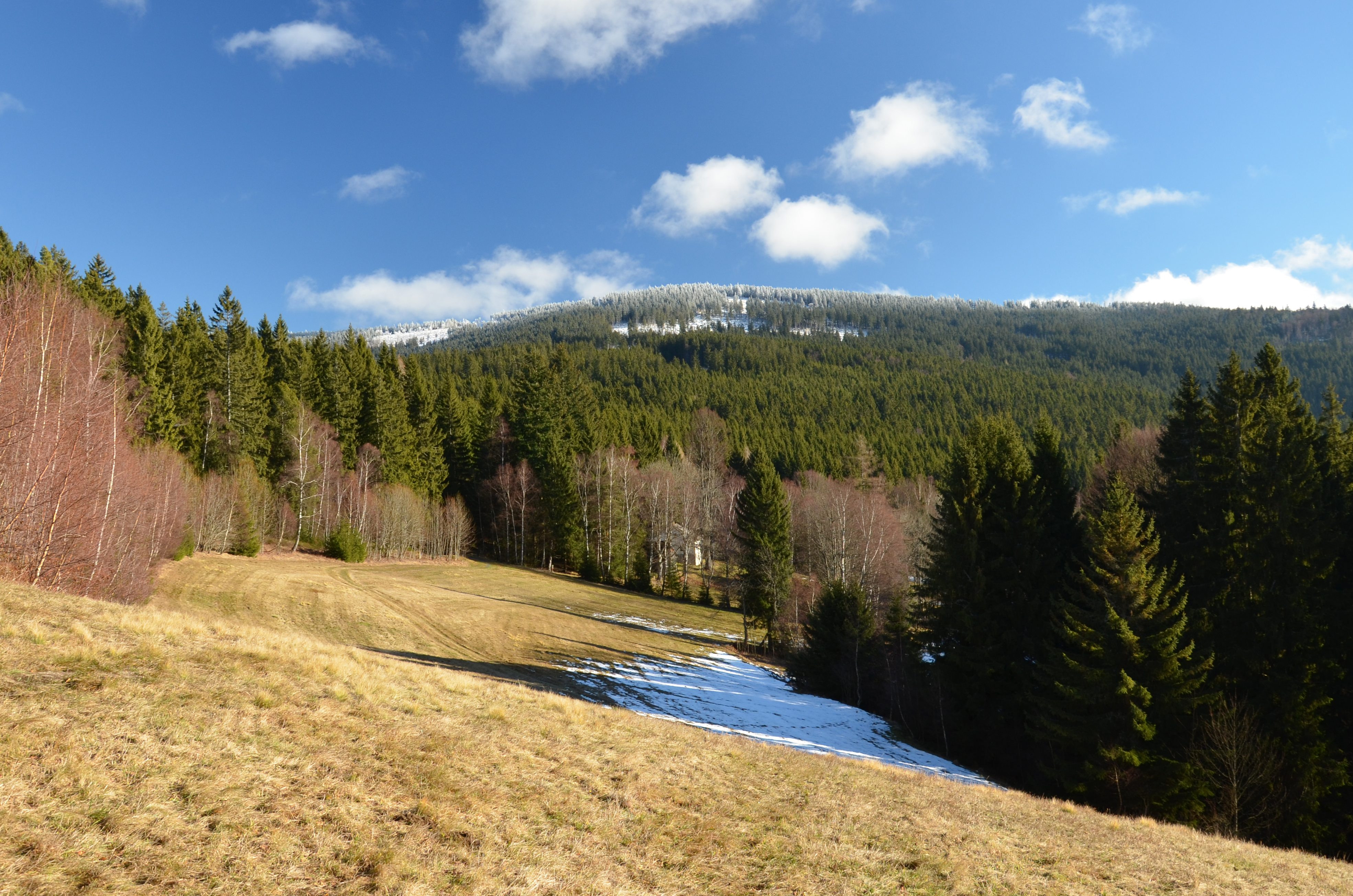
Můstek

Seznam vrcholů na Šumavě podle prominence obsahuje všechny hory v české části Šumavy s prominencí (relativní výškou) nad 100 metrů, bez ohledu na nadmořskou výšku.
Takových hor je celkem 42. Z tohoto počtu je 36 ultratisícovek (=hor s prominencí ≥ 100 metrů a nadmořskou výškou ≥ 1000 m) a 6 ultrakopců (=hor nebo kopců s prominencí ≥ 100 metrů a nadmořskou výškou < 1000 m).
Nejprominentnější je Plechý (prominence 508 metrů), který je zároveň nejvyšší (1378 m n. m.), nejdominantnější (poměr prominence a výšky má 37%) i nejizolovanější (41 km). Druhý nejprominentnější je Knížecí stolec (434 metrů), třetí je Boubín (368 metrů).
| #   | Vrchol           | Výška m n. m. | Promi- nence | Izolace km             | Podcelek                | Souřadnice                       | Kat. |
| --- | ---------------- | ------------- | ------------ | ---------------------- | ----------------------- | -------------------------------- | ---- |
| 01. | Plechý           | 1378          | 508          | 41,1 → Roklan          | Trojmezenská hornatina  | 48°46′17″ s. š., 13°51′26″ v. d. | UT   |
| 02. | Knížecí stolec   | 1236          | 434          | 16,7 → Bobík           | Želnavská hornatina     | 48°50′50″ s. š., 14°01′11″ v. d. | UT   |
| 03. | Boubín           | 1362          | 368          | 22,9 → Velká Mokrůvka  | Boubínská hornatina     | 48°59′29″ s. š., 13°49′03″ v. d. | UT   |
| 04. | Smrčina          | 1338          | 321          | 05,7 → Plechý          | Trojmezenská hornatina  | 48°44′13″ s. š., 13°55′15″ v. d. | UT   |
| 05. | Jezerní hora     | 1343          | 308          | 06,9 → Velký Javor     | Železnorudská hornatina | 49°10′08″ s. š., 13°11′03″ v. d. | UT   |
| 06. | Plesná           | 1337          | 263          | 14,2 → Malý Roklan     | Železnorudská hornatina | 49°06′20″ s. š., 13°18′46″ v. d. | UT   |
| 07. | Můstek           | 1235          | 260          | 05,3 → Jezerní hora    | Železnorudská hornatina | 49°12′08″ s. š., 13°14′48″ v. d. | UT   |
| 08. | Stožec           | 1065          | 247          | 04,4 → Žlebský vrch    | Trojmezenská hornatina  | 48°52′50″ s. š., 13°49′40″ v. d. | UT   |
| 09. | Vítkův kámen     | 1036          | 246          | 09,5 → Bärenstein      | Trojmezenská hornatina  | 48°38′42″ s. š., 14°06′12″ v. d. | UT   |
| 10. | Kaliště          | 0993          | 225          | 04,7 → Vítkův kámen    | Trojmezenská hornatina  | 48°39′23″ s. š., 14°12′35″ v. d. | UK   |
| 11. | Žlebský vrch     | 1080          | 203          | 04,6 → Weberberg       | Trojmezenská hornatina  | 48°52′30″ s. š., 13°46′01″ v. d. | UT   |
| 12. | Chlum            | 1191          | 203          | 05,6 → Lysá            | Želnavská hornatina     | 48°53′01″ s. š., 14°05′27″ v. d. | UT   |
| 13. | Křemelná         | 1125          | 197          | 04,6 → Jezernice       | Šumavské pláně          | 49°07′21″ s. š., 13°26′53″ v. d. | UT   |
| 14. | Javorník         | 1067          | 197          | 04,7 → Popelná hora    | Šumavské pláně          | 49°08′18″ s. š., 13°39′10″ v. d. | UT   |
| 15. | Špičák           | 1223          | 191          | 03,7 → Knížecí stolec  | Želnavská hornatina     | 48°48′54″ s. š., 14°02′20″ v. d. | UT   |
| 16. | Poledník         | 1315          | 185          | 07,2 → Plesná          | Šumavské pláně          | 49°03′51″ s. š., 13°23′43″ v. d. | UT   |
| 17. | Ostrý            | 1292          | 177          | 04,5 → Svaroh          | Železnorudská hornatina | 49°12′11″ s. š., 13°06′37″ v. d. | UT   |
| 18. | Bobík            | 1265          | 177          | 04,7 → Boubín          | Boubínská hornatina     | 48°57′32″ s. š., 13°51′55″ v. d. | UT   |
| 19. | Žlíbský vrch     | 1133          | 166          | 05,0 → Pažení          | Šumavské pláně          | 48°56′06″ s. š., 13°43′44″ v. d. | UT   |
| 20. | Jelenská hora    | 1069          | 161          | 03,5 → V pařezí        | Trojmezenská hornatina  | 48°49′44″ s. š., 13°52′55″ v. d. | UT   |
| 21. | Skalnatý hřbet   | 1079          | 156          | 01,7 → Strážný         | Šumavské pláně          | 48°54′24″ s. š., 13°40′54″ v. d. | UT   |
| 22. | Spálený          | 1014          | 155          | 01,4 → Jezernice       | Šumavské pláně          | 49°05′29″ s. š., 13°28′06″ v. d. | UT   |
| 23. | Přílba           | 1221          | 153          | 05,6 → Tetřev          | Šumavské pláně          | 49°02′23″ s. š., 13°37′11″ v. d. | UT   |
| 24. | Blatný vrch      | 1376          | 151          | 04,4 → Roklan          | Šumavské pláně          | 48°57′52″ s. š., 13°26′55″ v. d. | UT   |
| 25. | Křemenná         | 1085          | 147          | 03,8 → Dlouhý hřbet    | Želnavská hornatina     | 48°52′45″ s. š., 13°56′13″ v. d. | UT   |
| 26. | Luč              | 0933          | 145          | 03,1 → Medvědí hora    | Trojmezenská hornatina  | 48°37′57″ s. š., 14°15′48″ v. d. | UK   |
| 27. | Obrovec          | 1146          | 144          | 02,6 → Basumský hřeben | Šumavské pláně          | 48°59′08″ s. š., 13°45′08″ v. d. | UT   |
| 28. | Stráž            | 1308          | 140          | 02,0 → Černá hora      | Šumavské pláně          | 48°58′33″ s. š., 13°34′48″ v. d. | UT   |
| 29. | U zadních chalup | 0875          | 137          | 01,6 → Lomničky        | Železnorudská hornatina | 49°15′12″ s. š., 13°04′55″ v. d. | UK   |
| 30. | Polecký vrch     | 1121          | 123          | 04,5 → Žlíbský vrch    | Šumavské pláně          | 48°57′08″ s. š., 13°40′20″ v. d. | UT   |
| 31. | Javorná          | 1090          | 122          | 04,0 → Jedlová         | Šumavské pláně          | 49°11′59″ s. š., 13°19′27″ v. d. | UT   |
| 32. | Chlustov         | 1094          | 121          | 02,1 → Žlíbský vrch    | Šumavské pláně          | 48°55′30″ s. š., 13°45′25″ v. d. | UT   |
| 33. | Vysoký hřbet     | 1078          | 120          | 04,9 → Javorná         | Šumavské pláně          | 49°10′07″ s. š., 13°22′26″ v. d. | UT   |
| 34. | Jezevčí vrch     | 0984          | 119          | 02,5 → Sternstein      | Trojmezenská hornatina  | 48°34′57″ s. š., 14°17′25″ v. d. | UK   |
| 35. | Strážný          | 1115          | 117          | 02,7 → Žlíbský vrch    | Šumavské pláně          | 48°55′14″ s. š., 13°41′55″ v. d. | UT   |
| 36. | Slunečná         | 0996          | 113          | 02,2 → Jezernice       | Šumavské pláně          | 49°06′51″ s. š., 13°24′06″ v. d. | UK   |
| 37. | Antýgl           | 1254          | 111          | 03,7 → Tetřev          | Šumavské pláně          | 49°02′53″ s. š., 13°32′10″ v. d. | UT   |
| 38. | Ždánidla         | 1308          | 110          | 02,1 → Plesná          | Železnorudská hornatina | 49°06′15″ s. š., 13°20′49″ v. d. | UT   |
| 39. | Sklářský vrch    | 0993          | 110          | 01,7 → Kupa            | Boubínská hornatina     | 49°01′25″ s. š., 13°47′10″ v. d. | UK   |
| 40. | Hůrecký vrch     | 1100          | 107          | 02,1 → Polom           | Železnorudská hornatina | 49°08′08″ s. š., 13°20′23″ v. d. | UT   |
| 41. | Polom            | 1295          | 102          | 02,6 → Plesná          | Železnorudská hornatina | 49°07′49″ s. š., 13°17′19″ v. d. | UT   |
| 42. | Černý les        | 1007          | 100          | 01,0 → Suchá hora      | Želnavská hornatina     | 48°50′15″ s. š., 13°58′48″ v. d. | UT   |

V německé a rakouské části Šumavy se nachází další hory s prominencí nad 100 metrů. Především nejvyšší hora celé Šumavy Velký Javor (1031 m) a dále například Roklan (496 m), Schwarzriegel (389 m), Sternstein (334 m), Grosser Riedelstein (290 m), Luzný (190 m) nebo Großer Falkenstein (110 m).